# Edward Raymond Turner
Edward Raymond Turner (Clevedon, 1873 – Londres, 9 de março de 1903) foi um fotógrafo, inventor e cineasta britânico. Ele produziu o primeiro filme em cores de que se tem conhecimento.

## Biografia

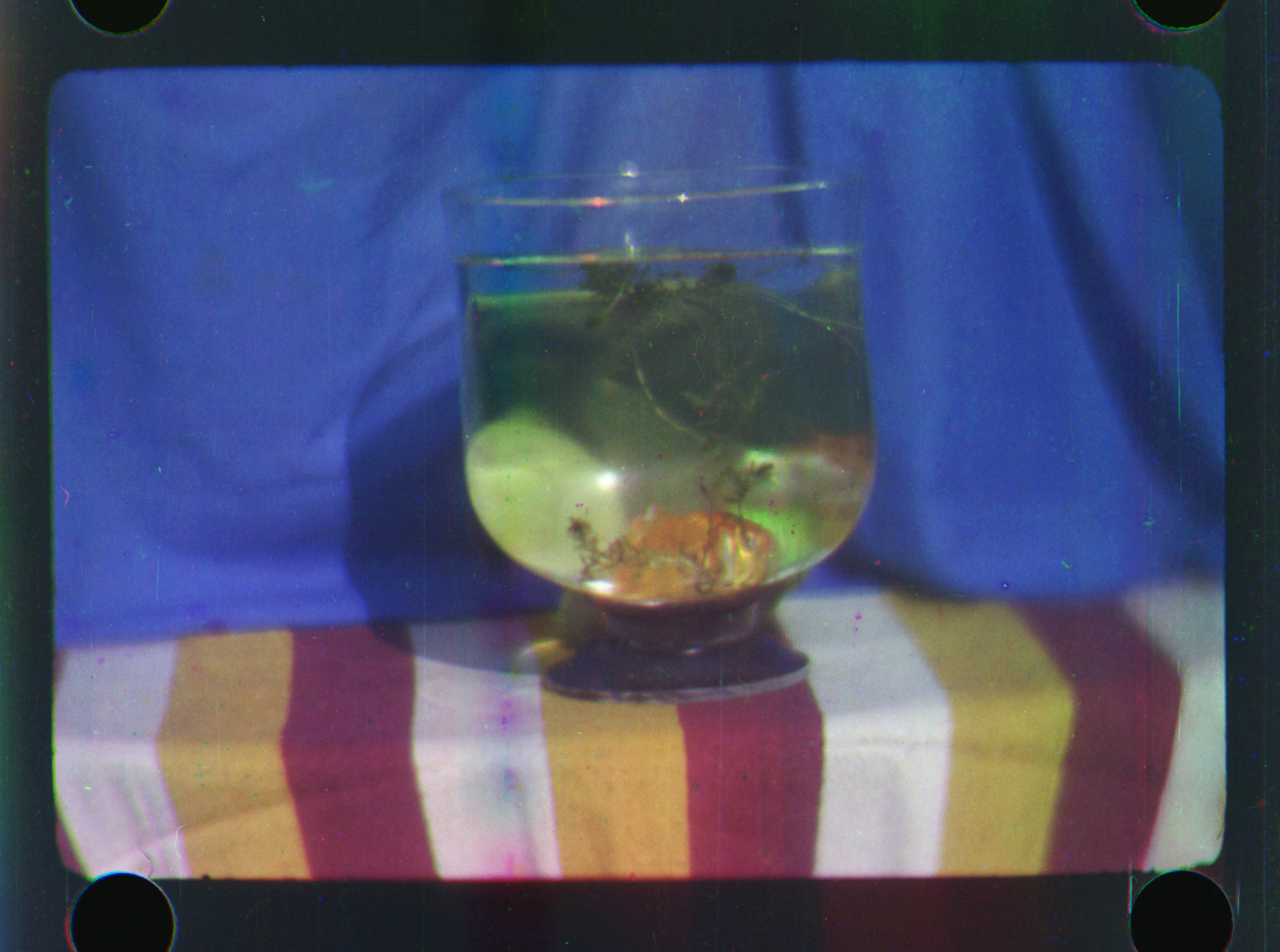
Imagens do filme gravado por Edward Turner.

Como fotógrafo, Turner tentou desenvolver um sistemas de três cores junto do empresário Frederick Marshall Lee. Sua invenção possuía um disco obturador adicional acoplado a uma câmera convencional, este disco tinha três filtros com as cores primárias. As cenas em vermelho, verde e azul foram gravadas em três fotogramas sucessivos de uma película exposta. O projetor contava com três lentes e cada uma delas filtrava os negativos com suas cores correspondentes. No entanto, o sistema não era perfeito: a imagem poderia aparecer desfocada devido à paralaxe.
Em 22 de março de 1899, enquanto trabalhava em Londres na oficina de Frederic Eugene Ives, Turner e Lee receberam uma patente por seu processo de síntese aditiva da cor. Esta invenção foi o precursor do Kinemacolor, o primeiro processo de coloração de filmes bem-sucedido criado por George Albert Smith.
Turner morreu subitamente em 9 de março de 1903 devido a um ataque cardíaco.

## Legado
Seu papel no desenvolvimento de tecnologias para filmes coloridos não era muito conhecido até o National Media Museum do Reino Unido encontrar seus filmes de 110 anos e revelá-los publicamente em 12 de setembro de 2012. A restauração digital moderna do filme permite que hoje em dia os espectadores possam ver o filme claramente, enquanto Turner e Lee tiveram problemas com a projeção embaçada devido ao seu sistema que exige uma velocidade de projeção de 48 quadros por segundo.